# We Don't Care
"We Don't Care" é uma canção do cantor de hip hop senegalês Akon. É a quinta faixa e quarto single do álbum de estúdio Freedom, sendo lançado como single em 18 de julho de 2009.
Entrou no "Top 75" da UK Singles Chart do Reino Unido, na posição de número #61, em 12 de julho de 2009. A canção também chegou ao número #35 no UK R&B Chart.

## Paradas e posições
| Paradas (2009)                 | Melhor posição |
| ------------------------------ | -------------- |
| Reino Unido - UK Singles Chart | 61             |
| Reino Unido - UK R&B Chart     | 35             |